# Острів (Вараський район)
О́стрів — село в Полицькій сільській громаді Вараського району Рівненської області України. Населення становить 285 осіб.

## Географія
Село розташоване на правому березі річки Стир.

## Історія
У 1906 році село Рафалівської волості Луцького повіту Волинської губернії. Відстань від повітового міста 79 верст, від волості 10. Дворів 35, мешканців 312.

## Населення
За переписом населення 2001 року в селі мешкали 282 особи.

### Мова
Розподіл населення за рідною мовою за даними перепису 2001 року:
| Мова       | Відсоток |
| ---------- | -------- |
| українська | 98,95 %  |
| російська  | 1,05 %   |

## Відомі люди

### Народились
- Килюшек Іван Сергійович — рядовий Робітничо-селянської Червоної Армії, учасник німецько-радянської війни, Герой Радянського Союзу (1944), позбавлений звання у зв'язку із засудженням через участь у діяльності УПА.